# CasinoKoksijde

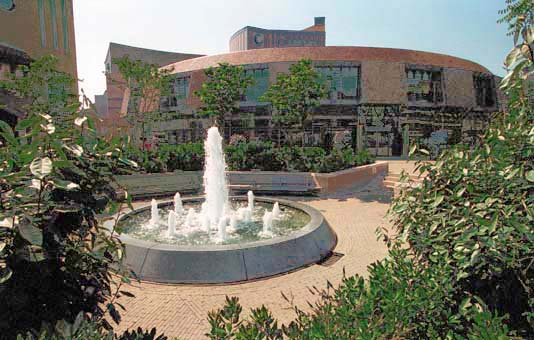
CasinoKoksijde

CasinoKoksijde is een cultureel centrum in de Belgische badgemeente Koksijde.

## Geschiedenis
Het gebouw werd op 1 januari 2000 geopend en omvatte een theaterzaal, een grote feestzaal, een foyer en een tentoonstellingsruimte. Ernaast werd ook nog een nieuwe bibliotheek en een jeugdontmoetingscentrum geopend, "Joc de Pit" genaamd. Onder het gebouw ligt een ruime parkeergarage.